# نها هینگه
نها هینگه (به انگلیسی: Neha Hinge) (زاده ۳۰ آوریل ۱۹۹۱) بازیگر، مدل هندی است.
از فیلم‌هایی که وی در آن نقش داشته است می‌توان به تایگر زنده است اشاره کرد.